# Anomala terroni
Anomala terroni är en skalbaggsart som beskrevs av Moron och Nogueira 1999. Anomala terroni ingår i släktet Anomala och familjen Rutelidae. Inga underarter finns listade i Catalogue of Life.